# Chrusty (Aleksandrówka)
Chrusty – kolonia wsi Aleksandrówka w Polsce, położona w województwie lubelskim, w powiecie łukowskim, w gminie Stoczek Łukowski.
W latach 1975–1998 kolonia administracyjnie należała do województwa siedleckiego.
Chrusty stanowią sołectwo gminy Stoczek Łukowski.
Wierni Kościoła rzymskokatolickiego należą do parafii Chrystusa Króla w Jedlance.